# Coureur des bois
Um coureur des bois ("em português: "corredor dos bosques"; plural: coureurs de bois) eram empresários franco-canadenses independentes e comerciantes que viajavam na Nova França e no interior da América do Norte, geralmente para o comércio com os povos indígenas das Primeiras Nações, trocando vários itens europeus por produtos de origem indígena. Alguns aprenderam os ofícios e práticas dos povos indígenas.
Essas expedições faziam parte do início do comércio de peles no interior norte-americano. Inicialmente, eles trocavam por casacos de castor, mas, à medida que o mercado crescia, os coureurs de bois prendiam e trocavam os principais castores cujas peles deveriam ser feltradas na Europa.